# Ruta 813 (Costa Rica)
La Ruta 813, oficialmente Ruta Nacional Terciaria 813, es una ruta nacional de Costa Rica ubicada en la provincia de Limón.

## Descripción
En la provincia de Limón, la ruta atraviesa el cantón de Matina (el distrito de Matina).